# Paul Adolf Bamberg
Paul Adolf Bamberg (* 3. April 1876 in Berlin; † 1946) war ein deutscher Industrieller.

## Leben
Paul Adolf Bamberg wurde als Sohn des Fabrikanten für Präzisionsmechanik und -optik Carl Bamberg geboren. Er besuchte das Realgymnasium in Berlin, Eisenach und Coburg. Nach dem Abitur absolvierte er eine Ausbildung zum Feinmechaniker bei den Firmen Max Hildebrand in Freiberg in Sachsen und Carl Zeiß in Jena. Danach studierte er an den Universitäten Berlin, München und Straßburg Naturwissenschaften. In München wurde er 1897 Mitglied des Corps Makaria. In Straßburg schloss er sich 1898 dem Corps Palaio-Alsatia an. Nach Abschluss der Studien und sich anschließenden längeren Auslandsreisen trat er in die väterliche Fabrik Carl Bambergs Werkstätten für Präzisions-Mechanik und Optik ein, deren Inhaber er 1904 wurde. Zu Beginn des Jahres 1921 erfolgte die Verschmelzung mit der Centralwerkstatt Dessau zur Askania Werke AG. Bamberg rückte in den Aufsichtsrat der neuen Gesellschaft auf und wurde dessen stellvertretender Vorsitzender.
Paul Adolf Bamberg veröffentlichte zahlreiche Schriften über Themen der sächsischen Münzkunde sowie familiengeschichtliche Abhandlungen. Er war Mitglied verschiedener wissenschaftlicher Gesellschaften.

## Auszeichnungen
Paul Adolf Bamberg war Träger des Preußischen Königlichen Kronenordens 4. Klasse.

## Schriften
- Zwei wenig bekannte thüringische Pastoren-Medaillen, 1925 (Nachtrag 1927).
- Schaumünzen auf Carl Gottlieb Aster und das Ehepaar Georg Adolph Fischer, 1927.
- Schaumünze 1563 auf Cyriacus Schnauß in Coburg, 1928.
- Drei Pfarrer Johann Bamberg im Lande Weimar 1604–1708, 1931.
- Zur Münzgeschichte von Mansfeld, Magdeburg und Halberstadt, 1932.
- Schaumünzen auf Gothaer Personen, 1932.
- Der Blankenhainer Geburtsbrief Johann Georg Bambergs, dessen Vorfahren und Nachkommen, 1932.
- Münzsorgen der Stadt Gotha 1497, 1541 und 1549, 1933.
- Hieronymus Magdeburger, Peter Goldschmied und Jobst Leypold, 1934.
- Ein bisher unbekannter Berliner Münzmeister, Paul Blankenfelde 1510, 1935.
- Personen im Gebiete des Freiberger Bergbaues aus der Zeit von 1487 bis 1546, 1940.
- Beiträge aus sächsischen Archiven zur Münzgeschichte des Landes Braunschweig und seiner Städte, 1940.
- Die Münzmeister in Annaberg, 1942.